# Episodi di State Trooper (prima stagione)
La prima stagione della serie televisiva State Trooper è andata in onda negli Stati Uniti dal 1956 al 1957 sulla NBC.
| nº | Titolo originale             | Prima TV USA |
| -- | ---------------------------- | ------------ |
| 1  | The Red Badge of Death       | ?            |
| 2  | The Paperhanger of Pioche    | ?            |
| 3  | Meeting at Julia's           | ?            |
| 4  | Jailbreak in Tonopah         | ?            |
| 5  | The Hills of Homicide        | ?            |
| 6  | From Here to Molokai         | ?            |
| 7  | What Price Gloria?           | ?            |
| 8  | Nevada Boy, Pride and Joy    | ?            |
| 9  | Weep No More, O'Grady        | ?            |
| 10 | One Way to Tahoe             | ?            |
| 11 | Room Service for 321         | ?            |
| 12 | Boulder Joe's Bottle House   | ?            |
| 13 | The Cash Out                 | ?            |
| 14 | Trail of the Dead            | ?            |
| 15 | Rocking Chair Bandit         | ?            |
| 16 | The Coate of Many Colors     | ?            |
| 18 | Who Killed Doc Robbins?      | ?            |
| 19 | Buck Fever                   | ?            |
| 20 | No Fancy Cowboys             | ?            |
| 21 | Violets on Mount Rose        | ?            |
| 22 | The Last Stage Robbery       | ?            |
| 23 | The Silver Duke              | ?            |
| 24 | Death on the Rock            | ?            |
| 25 | The Last War Party           | ?            |
| 26 | Voice of the Bug             | ?            |
| 27 | The One That Didn't Get Away | ?            |
| 28 | Cinder Jungle                | ?            |
| 29 | Diamonds Come High           | ?            |
| 30 | Jail Trail                   | ?            |
| 31 | The Only Girl on Boot Hill   | ?            |
| 32 | No Blaze of Glory            | ?            |
| 33 | Beef a la Murder             | ?            |
| 34 | Ride 'Til You Die            | ?            |
| 35 | Madman on the Mountain       | ?            |
| 36 | Safe on a Boat               | ?            |
| 37 | Fury on Fremont Street       | ?            |
| 38 | The Live Shell Game          | ?            |
| 39 | A Penny Saved                | ?            |
| 40 | Out of Line                  | ?            |

## The Red Badge of Death
- Prima televisiva: 1956
- Diretto da: Richard Irving
- Scritto da: Lawrence Kimble

### Trama
- Guest star: Jean Byron (Jean Burton), Clifford Ferre (Johnny DeViess), Carol Kelly (Mrs. Avery), Jacqueline DeWit (Doll), James Nolan (sceriffo), William Remick (John Howard Preston)

## The Paperhanger of Pioche
- Prima televisiva: 1956
- Diretto da: Richard Irving
- Scritto da: Lawrence Kimble

### Trama
- Guest star: James Nolan (sceriffo Elder), Maureen Stephenson (Irene Perry), Patrick O'Neal (Jeff Manley), Carolyn Jones (Betty Fowler)

## Meeting at Julia's
- Prima televisiva: 1956
- Diretto da: Richard Irving
- Scritto da: Lawrence Kimble

### Trama
- Guest star: Robert Armstrong (sceriffo Anderson), Nora Marlowe (Mrs. Brundidge), Tom Gleason (Deputy Steve Donner), Paul Stader (Jethro Collins), Gail Kobe (Girl in Cabin), Harry Fleer (Ross Collins), William Phipps (Lonnie Miller), Tom Fadden (Bennett Collins)

## Jailbreak in Tonopah
- Prima televisiva: 1956
- Diretto da: Richard Irving
- Scritto da: Lawrence Kimble

### Trama
- Guest star: Alexander Campbell (sceriffo Logan), Thomas Jackson (Gordo), Robert Bice (Fred Carr), K. T. Stevens (Ann Bledsoe), Jack Kelly (Johnny Bledsoe)

## The Hills of Homicide
- Prima televisiva: 1956
- Diretto da: Richard Irving
- Scritto da: Lawrence Kimble

### Trama
- Guest star: Alexander Campbell (sceriffo Logan), George Robotham (Tom O'Dell), Greta Ulman (Mrs. Gerber), Robert Stephenson (Gerber), Evelynne Eaton (Amelia Spender), Leo Gordon (Ed Munger)

## From Here to Molokai
- Prima televisiva: 1956
- Diretto da: Richard Irving
- Scritto da: Lawrence Kimble

### Trama
- Guest star: Norman Leavitt (Benedict), Herb Ellis (Arthur Stanley), Walter Coy (Lou Kendall), Jorja Curtright (Betty Davidson)

## What Price Gloria?
- Prima televisiva: 1956
- Diretto da: Richard Irving
- Scritto da: Lawrence Kimble

### Trama
- Guest star: Gloria Saunders (Gloria Dineen), Mike Connors (Jim Herndon), Maxine Cooper (Mary Herndon), Robert Armstrong (sceriffo Anderson)

## Nevada Boy, Pride and Joy
- Prima televisiva: 1956
- Diretto da: Don McDougall
- Scritto da: Lawrence Kimble

### Trama
- Guest star: Robert Armstrong (sceriffo Anderson), John Bryant (Hank Greenlee), Dorothy Green (Nancy Coddle), Rachel Ames (Jenny Braydon), Robert F. Simon (colonnello Greenlee)

## Weep No More, O'Grady
- Prima televisiva: 1956
- Diretto da: Earl Bellamy
- Scritto da: Lawrence Kimble

### Trama
- Guest star: Ted de Corsia (J. O'Grady), Fay Baker (Judith Andrews), Gene Hardy (Jum Bender), Howard Wright (sceriffo Long), George De Normand (Joe)

## One Way to Tahoe
- Prima televisiva: 1956
- Diretto da: Richard Irving
- Scritto da: Lawrence Kimble

### Trama
- Guest star: Robert Armstrong (sceriffo Anderson), Claudia Bryar (Jane Blackmore), Edward Platt (Stanley Andrews), Craig Stevens (Arnet Blackmore)

## Room Service for 321
- Prima televisiva: 1956
- Diretto da: Richard Irving
- Scritto da: Lawrence Kimble

### Trama
- Guest star: Robert Armstrong (sceriffo Anderson), Bart Bradley (Shine Boy), Burt Mustin (John Daka), Robert Bray (Harry Belinda), Douglas Fowley (Matt Porter)

## Boulder Joe's Bottle House
- Prima televisiva: 1956
- Diretto da: Don McDougall
- Scritto da: Lawrence Kimble

### Trama
- Guest star: Helen Geraghty (moglie di Mrs. Crossman), Robert Armstrong (sceriffo Anderson), Jeanne Cooper (Mrs. Lee), Peter Leeds (Lee), Charles Sell (Boulder Joe Sell)

## The Cash Out
- Prima televisiva: ?
- Diretto da: Don McDougall
- Scritto da: Fenton Earnshaw
- Soggetto di: Thomas Walsh

### Trama
- Guest star: Preston Hanson (Ray Jenson), Don Haggerty (sceriffo Elder), Thomas Browne Henry (Fine), Emerson Treacy (Arthur Gailbraith), Ann McCrea (Debbie Lang), Paul Langton (Agent Denton)

## Trail of the Dead
- Prima televisiva: ?
- Diretto da: Don McDougall
- Scritto da: Barry Shipman
- Soggetto di: Leslie Macfarlane

### Trama
- Guest star: Alexander Campbell (sceriffo Logan), Ted Mapes (Hutchinson), Tim Graham (negoziante), Jack Lambert (Jesup Trask), Jean Inness (Ma Trask), Denver Pyle (Mark Schmedler)

## Rocking Chair Bandit
- Prima televisiva: ?
- Diretto da: Richard Irving
- Scritto da: Lawrence Kimble

### Trama
- Guest star: Robert Armstrong (sceriffo Anderson), Jack Hogan (Deputy Torrence), Joan Sudlow (Mamie Grant), Tracey Roberts (Marie Miller), Robert Cornthwaite (Gil Miller)

## The Coate of Many Colors
- Prima televisiva: ?
- Diretto da: Sidney Salkow
- Scritto da: Lawrence Kimble

### Trama
- Guest star: Alexander Campbell (sceriffo Logan), Bud Osborne (Elmer Rodin), Jim Hayworth (Tex), Jonathan Hole (Art Dealer), Walter Kingsford (Darnell), Clifford Ferre (Lloyd Hursh), Amanda Blake (Betty Lavon-Coate)

## Who Killed Doc Robbins?
- Prima televisiva: ?
- Diretto da: Don McDougall
- Scritto da: Lawrence Kimble

### Trama
- Guest star: Robert Armstrong (sceriffo Anderson), Amzie Strickland (Celia), Douglas Odney (Cleve Gilbert), Edward Platt (John William Mason), Virginia Christine (Doret Mason)

## Buck Fever
- Prima televisiva: ?
- Diretto da: Herschel Daugherty
- Scritto da: Lawrence Kimble

### Trama
- Guest star: Charles Stevens (Vasquez), Richard Newton (Charlie Dickens), John Gallaudet (Warden Fuller), Hugh Sanders (Hedstrom), Jan Chaney (Maria Durando), Michael Landon (Joe Durando)

## No Fancy Cowboys
- Prima televisiva: ?
- Diretto da: Don McDougall
- Scritto da: James Gunn

### Trama
- Guest star: Robert Armstrong (sceriffo Anderson), Hal Le Seur (sceriffo), Jeanne Bates (Laura Henderson), Mary Alan Hokanson (Charlotte Jackson), Guy Williams (Vince), Katherine Warren (Carol Smith), Myrna Dell (Hattie Hall)

## Violets on Mount Rose
- Prima televisiva: ?
- Diretto da: Don McDougall
- Scritto da: Lawrence Kimble

### Trama
- Guest star: Robert Armstrong (sceriffo Anderson), Marion Grey (Mae Smith), Eula Asher (Mrs. Lobott), Rankin Mansfield (Madden), Ed Hinton (Will Morrison), Mark Dana (Dooley Woodley), Joan Vohs (June Roegert)

## The Last Stage Robbery
- Prima televisiva: ?
- Diretto da: Richard Irving
- Scritto da: Lawrence Kimble

### Trama
- Guest star: Don Haggerty (sceriffo Elder), Boyd Stockman (conducente della diligenza), Robert Patten (Tom), Doris Packer (Bertha Thompson), John Crawford (Fred Thompson), Stafford Repp (Henry Myers)

## The Silver Duke
- Prima televisiva: ?
- Diretto da: Don McDougall
- Scritto da: Barry Shipman
- Soggetto di: Leslie Macfarlane

### Trama
- Guest star: Bob Terhune (Mine Guard), Fred Carson (Deputy), Henry Wills (Saloon Patron), Marshall Bradford (Dusty), Kim Spalding (Kline), William Haade (Stoneman), Roy Barcroft (Chief Barron), Robert Anderson (Carlson), Ernest Sarracino (Puccelli)

## Death on the Rock
- Prima televisiva: ?
- Diretto da: Sidney Salkow
- Scritto da: Leo Gordon, Fenton Earnshaw
- Soggetto di: Leo Gordon

### Trama
- Guest star: Wilson Wood (Deputy), James Stone (Frank Gibbs), David Blair (Billy Conway), Gilman Rankin (Cy Conway), Rusty Lane (Walter Johnson), Harry Lauter (sceriffo Steve Reed)

## The Last War Party
- Prima televisiva: ?
- Diretto da: Richard Irving
- Scritto da: Lawrence Kimble

### Trama
- Guest star: Alan Reynolds (vice sceriffo), Charles Davis (Wink), Beth Woods (rancher), Jan Chaney (Mrs. Losatta), Myron Healey (Red), Michael Landon (Willie Losatta)

## Voice of the Bug
- Prima televisiva: ?
- Diretto da: Richard Irving
- Scritto da: Lawrence Kimble

### Trama
- Guest star: Don Haggerty (sceriffo Elder), Jean Howell (Wendy Miller), Russell Thorson (Nelson Miller), Carolyn Craig (Katie Jordan), Tol Avery (Sam Jordan)

## The One That Didn't Get Away
- Prima televisiva: ?

### Trama
- Guest star:

## Cinder Jungle
- Prima televisiva: ?
- Diretto da: Richard Irving
- Scritto da: Fenton Earnshaw

### Trama
- Guest star: Dale van Sickel (Brakeman), Ric Roman (Cross), Malcolm Atterbury (Doc), Frank Richards (Max Dorfman), Joseph Sargent (Eddie Freemont), Charles Watts (Tiny Ray)

## Diamonds Come High
- Prima televisiva: ?
- Diretto da: Richard Irving
- Scritto da: Lawrence Kimble

### Trama
- Guest star: Gwen Coldwell (Miss Rennick), Valarie Perkins (Connie), Henry Hunter (Henry Young), Ian MacDonald (Bob Stuart), Will J. White (sceriffo Rex Miller), Jeane Engstrom (Lili Haskell), Doris Singleton (Benita Proctor), Robert Rockwell (Joe Bishop)

## Jail Trail
- Prima televisiva: ?
- Diretto da: Richard Irving
- Scritto da: Fenton Earnshaw

### Trama
- Guest star: Robert Armstrong (sceriffo Anderson), Bud Osborne (assistente/ addetto), Carl Saxe (Hood), Dick Crockett (scagnozzo), Francis DeSales (tenente Jackford), Mark Danhill (Harry Brandon), William Phipps (Hillyard), Elaine Riley (Elaine Barnes), Harry Lewis (Lenny Barnes)

## The Only Girl on Boot Hill
- Prima televisiva: ?
- Diretto da: Richard Irving
- Scritto da: Lawrence Kimble

### Trama
- Guest star: William Challee (Willoughby), Madeleine Taylor Holmes (Mrs. Willoughby), Raymond Bailey (Ormsby), Christopher Dark (Greg Ormsby), Fintan Meyler (Betty McGill)

## No Blaze of Glory
- Prima televisiva: ?
- Diretto da: D. Ross Lederman
- Scritto da: Lawrence Kimble

### Trama
- Guest star: Frank Ferguson (Frank Cliff), Vivi Janiss (Mabel Cliff), Edgar Dearing (sceriffo Greevey), David Hoffman (Beaton)

## Beef a la Murder
- Prima televisiva: ?
- Diretto da: D. Ross Lederman
- Scritto da: Lawrence Kimble

### Trama
- Guest star: Don Haggerty (sceriffo Elder), Olan Soule (impiegato dell'hotel), Tom Hernández (Pepi Soto), Brad Johnson (Nat), Constance Towers (Doris Woodley), John Reach (Deek Connors)

## Ride 'Til You Die
- Prima televisiva: ?
- Diretto da: Richard Irving
- Scritto da: Fenton Earnshaw

### Trama
- Guest star: Robert Armstrong (sceriffo Anderson), May Wynn (Helen Millarm), Phil Cassady (Dan Barron), Phil Chambers (Larson), Hope Summers (Nancy Trainor), Don Durant (Ronnie Mann), Penny Edwards (Ann Winter)

## Madman on the Mountain
- Prima televisiva: ?
- Diretto da: Richard Irving
- Scritto da: Lawrence Kimble

### Trama
- Guest star: Don Turner (ufficiale pubblico), Paul Power (giurato), Bud Wolfe (Deputy Daniels), Roy Darmour (dottor Dine), Pat O'malley (giudice Stanton), Allen Pinson (Deputy Roberts), Jack Gargan (rappresentante giuria), Dudley Manlove (pubblico ministero), Bill Erwin (Neal James), Sara Anderson (Jane James), Bart Burns (Roy Barnett)

## Safe on a Boat
- Prima televisiva: ?
- Diretto da: Richard Irving
- Scritto da: Lawrence Kimble

### Trama
- Guest star: Don Haggerty (sceriffo Elder), George Pelling (ispettore Harold), Ned Weaver (Frank Leonard), Gerald Milton (Ben Ealy), John Vivyan (Gil Henderson), Whitney Blake (Kathy Fallon)

## Fury on Fremont Street
- Prima televisiva: ?
- Diretto da: D. Ross Lederman
- Scritto da: Lawrence Kimble

### Trama
- Guest star: Barry Curtis (Teddy Larkin), Baynes Barron (Marty Nestor), Virginia Christine (Ethel Larkin), Dick Foran (George Larkin)

## The Live Shell Game
- Prima televisiva: ?
- Diretto da: D. Ross Lederman
- Scritto da: Fenton Earnshaw

### Trama
- Guest star: Don Haggerty (sceriffo Elder), Alyn Lockwood (Nancy Grace), Stafford Repp (Ben), Tim Graham (Parsons), Ann Shaunton (Mary Howard), Bobby Jordan (Ed Howard), Ann Doran (Myra Denfield), Arthur Space (Sam Denfield)

## A Penny Saved
- Prima televisiva: ?
- Diretto da: Stanley Shpetner
- Scritto da: Lawrence Kimble

### Trama
- Guest star: Don Haggerty (sceriffo Elder), Lovyss Bradley (Dora Jackson), Phil Tully (Jackson), John Mitchum (sceriffo Tom Newell), Gordon Mills (Ronnie Nevers), Jackie Loughery (Penny Lawrence)

## Out of Line
- Prima televisiva: ?
- Diretto da: D. Ross Lederman
- Scritto da: Fenton Earnshaw

### Trama
- Guest star: Joseph Miksak (James Flynn), Don Haggerty (sceriffo Elder), Guy Teague (Gunderson), Helen Wallace (Helen Crane), Gail Kobe (Mary Belden), Jean Willes (Jackie Purcell)